# Boogie (muziektechniek)

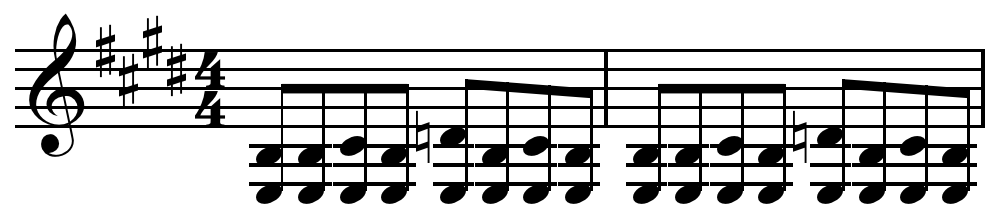
Blues- of booghieshuffle op guitar in E-majeur

Boogie is een terugkerend ritme, shuffle, groove of patroon in een blueslied. De oorsprong ligt in de muziekstijl boogiewoogie waarin het op piano aan het begin 20e eeuw werd gespeeld.